# 盐渎县
盐渎县，中国古县名。
西汉元狩四年（前119年）置，治所在今江苏省盐城市。属临淮郡。东汉属广陵郡。三国时废。西晋太康二年（281年）复置，仍属广陵郡。东晋义熙七年（411年），中改名盐城县。以产盐著名。 